# Pamphilius festivus
Pamphilius festivus är en stekelart som beskrevs av Carlo Pesarini 1984. Pamphilius festivus ingår i släktet Pamphilius, och familjen spinnarsteklar. Enligt den finländska rödlistan är arten nära hotad i Finland. Arten är reproducerande i Sverige. Artens livsmiljö är moskogar.